# NGC 6849
NGC 6849 é uma galáxia elíptica (E/SB0) localizada na direcção da constelação de Sagittarius. Possui uma declinação de -40° 11' 54" e uma ascensão recta de 20 horas, 06 minutos e 15,6 segundos.
A galáxia NGC 6849 foi descoberta em 4 de Setembro de 1834 por John Herschel.